# ديف فليشر
ديف فليشر (بالإنجليزية: Dave Fleischer)‏ هو كاتب سيناريو ومنتج أفلام ورسام رسوم متحركة ومخرج أمريكي، ولد في 14 يوليو 1894 في نيويورك في الولايات المتحدة، وتوفي في 25 يونيو 1979 في وودلاند هيلز، كاليفورنيا في الولايات المتحدة.

## وصلات خارجية
- ديف فليشر على موقع IMDb (الإنجليزية)
- ديف فليشر على موقع الموسوعة البريطانية (الإنجليزية)
- ديف فليشر على موقع ألو سيني (الفرنسية)
- ديف فليشر على موقع ميوزك برينز (الإنجليزية)
- ديف فليشر على موقع أول موفي (الإنجليزية)
- ديف فليشر على موقع قاعدة بيانات الأفلام السويدية (السويدية)
- ديف فليشر على موقع أول ميوزيك (الإنجليزية)
- ديف فليشر على موقع قاعدة بيانات الفيلم (الإنجليزية)
- ديف فليشر على موقع كينوبويسك (الروسية)